# Gran Premio motociclistico del Portogallo 2009
Il Gran Premio motociclistico del Portogallo 2009 corso il 4 ottobre, è stato il quattordicesimo Gran Premio della stagione 2009 e ha visto vincere: Jorge Lorenzo in MotoGP, Marco Simoncelli nella classe 250 e Pol Espargaró nella classe 125.

## MotoGP

### Arrivati al traguardo
| Pos | Nº | Pilota           | Squadra                 | Motocicletta | Giri | Tempo     | Griglia | Punti |
| --- | -- | ---------------- | ----------------------- | ------------ | ---- | --------- | ------- | ----- |
| 1   | 99 | Jorge Lorenzo    | Fiat Yamaha             | Yamaha       | 28   | 45:35.522 | 1       | 25    |
| 2   | 27 | Casey Stoner     | Ducati Marlboro         | Ducati       | 28   | +6.294    | 3       | 20    |
| 3   | 3  | Dani Pedrosa     | Repsol Honda            | Honda        | 28   | +9.889    | 4       | 16    |
| 4   | 46 | Valentino Rossi  | Fiat Yamaha             | Yamaha       | 28   | +23.428   | 2       | 13    |
| 5   | 5  | Colin Edwards    | Monster Yamaha Tech 3   | Yamaha       | 28   | +32.652   | 5       | 11    |
| 6   | 24 | Toni Elías       | San Carlo Honda Gresini | Honda        | 28   | +35.709   | 13      | 10    |
| 7   | 4  | Andrea Dovizioso | Repsol Honda            | Honda        | 28   | +35.723   | 8       | 9     |
| 8   | 69 | Nicky Hayden     | Ducati Marlboro         | Ducati       | 28   | +38.830   | 9       | 8     |
| 9   | 52 | James Toseland   | Monster Yamaha Tech 3   | Yamaha       | 28   | +44.093   | 12      | 7     |
| 10  | 7  | Chris Vermeulen  | Rizla Suzuki            | Suzuki       | 28   | +52.863   | 15      | 6     |
| 11  | 14 | Randy de Puniet  | LCR Honda               | Honda        | 28   | +55.698   | 6       | 5     |
| 12  | 33 | Marco Melandri   | Hayate Racing           | Kawasaki     | 28   | +1:04.515 | 16      | 4     |
| 13  | 88 | Niccolò Canepa   | Pramac Racing           | Ducati       | 28   | +1:04.538 | 14      | 3     |
| 14  | 41 | Gábor Talmácsi   | Scot Racing             | Honda        | 28   | +1:27.299 | 17      | 2     |

### Ritirati
| Nº | Pilota          | Squadra                 | Motocicletta | Giri | Griglia |
| -- | --------------- | ----------------------- | ------------ | ---- | ------- |
| 65 | Loris Capirossi | Rizla Suzuki            | Suzuki       | 20   | 7       |
| 15 | Alex De Angelis | San Carlo Honda Gresini | Honda        | 8    | 11      |
| 36 | Mika Kallio     | Pramac Racing           | Ducati       | 5    | 10      |

## Classe 250

### Arrivati al traguardo
| Pos | Nº | Pilota              | Squadra                     | Motocicletta | Giri | Tempo     | Griglia | Punti |
| --- | -- | ------------------- | --------------------------- | ------------ | ---- | --------- | ------- | ----- |
| 1   | 58 | Marco Simoncelli    | Metis Gilera                | Gilera       | 26   | 44:04.298 | 3       | 25    |
| 2   | 63 | Mike Di Meglio      | Mapfre Aspar                | Aprilia      | 26   | +5.317    | 10      | 20    |
| 3   | 40 | Héctor Barberá      | Pepe World Team             | Aprilia      | 26   | +5.317    | 1       | 16    |
| 4   | 4  | Hiroshi Aoyama      | Scot Racing                 | Honda        | 26   | +12.024   | 4       | 13    |
| 5   | 16 | Jules Cluzel        | Matteoni Racing             | Aprilia      | 26   | +14.349   | 9       | 11    |
| 6   | 14 | Ratthapark Wilairot | Thai Honda PTT SAG          | Honda        | 26   | +18.256   | 8       | 10    |
| 7   | 12 | Thomas Lüthi        | Emmi - Caffe Latte          | Aprilia      | 26   | +27.631   | 13      | 9     |
| 8   | 75 | Mattia Pasini       | Globalgest                  | Aprilia      | 26   | +34.667   | 7       | 8     |
| 9   | 6  | Alex Debón          | Aeropuerto-Castello-Blusens | Aprilia      | 26   | +45.410   | 5       | 7     |
| 10  | 17 | Karel Abraham       | Cardion AB Motoracing       | Aprilia      | 26   | +45.891   | 12      | 6     |
| 11  | 52 | Lukáš Pešek         | Auto Kelly - CP             | Aprilia      | 26   | +46.204   | 18      | 5     |
| 12  | 73 | Shūhei Aoyama       | Racing Team Germany         | Honda        | 26   | +57.641   | 15      | 4     |
| 13  | 53 | Valentin Debise     | CIP Moto - GP250            | Honda        | 26   | +1:21.309 | 19      | 3     |
| 14  | 25 | Alex Baldolini      | WTR San Marino              | Aprilia      | 26   | +1:35.277 | 16      | 2     |
| 15  | 7  | Axel Pons           | Pepe World Team             | Aprilia      | 25   | +1 giro   | 20      | 1     |
| 16  | 11 | Balázs Németh       | Balatonring Team            | Aprilia      | 25   | +1 giro   | 21      |       |
| 17  | 8  | Bastien Chesaux     | Matteoni Racing             | Aprilia      | 25   | +1 giro   | 23      |       |
| 18  | 10 | Imre Tóth           | Toth Aprilia                | Aprilia      | 25   | +1 giro   | 25      |       |
| 19  | 88 | Christopher Moretti | Matteoni Racing             | Aprilia      | 24   | +2 giri   | 24      |       |

### Ritirati
| Nº | Pilota            | Squadra                 | Motocicletta | Giri | Griglia |
| -- | ----------------- | ----------------------- | ------------ | ---- | ------- |
| 56 | Vladimir Leonov   | Viessmann Kiefer Racing | Aprilia      | 24   | 22      |
| 48 | Shōya Tomizawa    | CIP Moto - GP250        | Honda        | 12   | 17      |
| 15 | Roberto Locatelli | Metis Gilera            | Gilera       | 9    | 14      |
| 35 | Raffaele De Rosa  | Scot Racing             | Honda        | 7    | 6       |
| 19 | Álvaro Bautista   | Mapfre Aspar            | Aprilia      | 4    | 2       |
| 55 | Héctor Faubel     | Honda SAG               | Honda        | 4    | 11      |

## Classe 125

### Arrivati al traguardo
| Pos | Nº | Pilota             | Squadra                 | Motocicletta | Giri | Tempo     | Griglia | Punti |
| --- | -- | ------------------ | ----------------------- | ------------ | ---- | --------- | ------- | ----- |
| 1   | 44 | Pol Espargaró      | Derbi Racing            | Derbi        | 23   | 41:00.421 | 2       | 25    |
| 2   | 11 | Sandro Cortese     | Ajo Interwetten         | Derbi        | 23   | +0.394    | 7       | 20    |
| 3   | 38 | Bradley Smith      | Bancaja Aspar           | Aprilia      | 23   | +0.581    | 3       | 16    |
| 4   | 17 | Stefan Bradl       | Viessmann Kiefer Racing | Aprilia      | 23   | +11.048   | 5       | 13    |
| 5   | 6  | Joan Olivé         | Derbi Racing            | Derbi        | 23   | +16.830   | 13      | 11    |
| 6   | 33 | Sergio Gadea       | Bancaja Aspar           | Aprilia      | 23   | +17.170   | 11      | 10    |
| 7   | 12 | Esteve Rabat       | Blusens Aprilia         | Aprilia      | 23   | +17.300   | 17      | 9     |
| 8   | 77 | Dominique Aegerter | Ajo Interwetten         | Derbi        | 23   | +17.546   | 15      | 8     |
| 9   | 14 | Johann Zarco       | WTR San Marino          | Aprilia      | 23   | +17.666   | 16      | 7     |
| 10  | 35 | Randy Krummenacher | Degraaf Grand Prix      | Aprilia      | 23   | +21.378   | 18      | 6     |
| 11  | 73 | Takaaki Nakagami   | Ongetta Team I.S.P.A.   | Aprilia      | 23   | +26.312   | 14      | 5     |
| 12  | 60 | Julián Simón       | Bancaja Aspar           | Aprilia      | 23   | +31.500   | 1       | 4     |
| 13  | 8  | Lorenzo Zanetti    | Ongetta Team I.S.P.A.   | Aprilia      | 23   | +34.194   | 22      | 3     |
| 14  | 94 | Jonas Folger       | Ongetta Team I.S.P.A.   | Aprilia      | 23   | +35.023   | 19      | 2     |
| 15  | 39 | Luis Salom         | Jack & Jones Team       | Aprilia      | 23   | +54.243   | 21      | 1     |
| 16  | 45 | Scott Redding      | Blusens Aprilia         | Aprilia      | 23   | +54.332   | 24      |       |
| 17  | 53 | Jasper Iwema       | Racing Team Germany     | Honda        | 23   | +1:02.994 | 25      |       |
| 18  | 42 | Alberto Moncayo    | Andalucia Aprilia       | Aprilia      | 23   | +1:03.054 | 23      |       |
| 19  | 50 | Sturla Fagerhaug   | Red Bull KTM Moto Sport | KTM          | 23   | +1:03.061 | 27      |       |
| 20  | 43 | Johnny Rosell      | Blusens BQR             | Aprilia      | 23   | +1:24.171 | 31      |       |
| 21  | 70 | Jakub Jantulík     | JJ Racing               | Aprilia      | 23   | +1:37.379 | 33      |       |
| 22  | 10 | Luca Vitali        | CBC Corse               | Aprilia      | 23   | +1:50.590 | 35      |       |
| 23  | 19 | Quentin Jacquet    | Matteoni Racing         | Aprilia      | 23   | +1:50.852 | 32      |       |
| 24  | 31 | Jordi Dalmau       | SAG-Castrol             | Honda        | 22   | +1 giro   | 34      |       |
| 25  | 21 | Jakub Kornfeil     | Loncin Racing           | Loncin       | 22   | +1 giro   | 30      |       |

### Ritirati
| Nº | Pilota           | Squadra                 | Motocicletta | Giri | Griglia |
| -- | ---------------- | ----------------------- | ------------ | ---- | ------- |
| 99 | Danny Webb       | Degraaf Grand Prix      | Aprilia      | 22   | 10      |
| 88 | Michael Ranseder | CBC Corse               | Aprilia      | 17   | 20      |
| 87 | Luca Marconi     | CBC Corse               | Aprilia      | 13   | 29      |
| 93 | Marc Márquez     | Red Bull KTM Moto Sport | KTM          | 12   | 4       |
| 24 | Simone Corsi     | Fontana Racing          | Aprilia      | 9    | 8       |
| 18 | Nicolás Terol    | Jack & Jones Team       | Aprilia      | 8    | 6       |
| 7  | Efrén Vázquez    | Derbi Racing            | Derbi        | 7    | 12      |
| 16 | Cameron Beaubier | Red Bull KTM Moto Sport | KTM          | 4    | 26      |
| 71 | Tomoyoshi Koyama | Loncin Racing           | Loncin       | 3    | 28      |
| 29 | Andrea Iannone   | Ongetta Team I.S.P.A.   | Aprilia      | 2    | 9       |